# Chi muore e chi mente
Chi muore e chi mente (Some Lie and Some Die) è un romanzo poliziesco della scrittrice britannica Ruth Rendell, l'ottavo romanzo della serie sull'Ispettore Wexford. Pubblicato nel 1973. in Italia è uscito nel 1986, nella collana Il Giallo Mondadori con il numero 1955.

## Trama
Il proprietario della tenuta "Sundays" ha organizzato e finanziato un concerto pop, mettendo a disposizione il parco per ospitare le molte migliaia di giovanissimi accorsi all'evento. Tra le star che si esibiscono c'è anche Zeno Vedast, cantautore di grande successo, del quale si dice che sia originario proprio di Kingsmarkham. Tutto procede per il meglio, nonostante i mugugni di un residente nelle vicinanze: il signor Peveril. Però, quando il programma è finito, due ragazzi che avevano tentato di appartarsi, trovano il cadavere di una giovane nascosto nella cava situata in fondo alla proprietà. I poliziotti, che erano già sul posto, iniziano immediatamente le indagini.
La vittima è identificata come Dawn Stoner, di Kingsmarkham, la cui famiglia è di modesta condizione. È stata uccisa con una bottiglia di vino usata come clava. Colpita ripetutamente al volto, ha avuto la testa fracassata. Nel ritrovarla si nota che indossa un vestito rosso, fuori moda, troppo piccolo per lei e non adatto ai colori della sua carnagione, e dei suoi occhi e capelli. Interrogate la madre e la nonna di Dawn, Wexford apprende che Dawn vive a Londra e solo di rado torna a visitare le parenti. Ma, grazie alla nonna, si apprende che, ai tempi della scuola, Dawn aveva un legame con un ragazzo molto povero, divenuto poi un famoso cantante: Zeno Vedast, il cui vero nome è Harold Goodbody.
Nonostante l'indefesso lavoro di Wexford e colleghi, il caso non progredisce. Il delitto risaliva a una settimana prima ed è difficile vagliare le testimonianze: solo la moglie di Peveril aveva visto Dawn sul sentiero davanti a casa e prospiciente la Cava, ma la giovane donna era vestita di lilla con scarpe e borsa dello stesso colore. Per giunta tutti gli abitanti del posto erano forniti di alibi, esattamente come Martin Silk, Zeno Vedast e i suoi due accompagnatori, i coniugi Nell e Godfrey Tate. Tutta la cittadinanza femminile è invitata a visionare il vestito rosso, ma questo non viene riconosciuto da nessuno. Anche la coinquilina di Dawn a Londra, Joan Miall, non comprende come Dawn potesse aver indossato quel capo.
I sospettabili vivono tutti sul sentiero e l'indagine si stringe attorno a un mite professore di filosofia, Leonard Dunstand, che, si scopre, era stato il primo marito di Nell Tate. Messa alle strette, la signora Peveril cambia la testimonianza affermando che la donna vestita di lilla è entrata nella casa del professore. La perquisizione dà un risultato inatteso: in una foto nascosta in un cassetto, si vede Nell Tate, molto più giovane, con addosso il vestito rosso: a quel punto Dunstand confessa di essersi trovato a tu per tu con una sconosciuta e l'ha colpita con la bottiglia di vino che stava sul tavolo, poi l'ha trasportata nottetempo nella Cava poco distante.
In apparenza il caso è chiuso, ma Wexford non è convinto del movente che ha spinto al delitto Dunsand. Perciò l'ispettore va con l'amico Burden all'albergo dove alloggiano Vedast e i Tate. Dapprima riesce a strappare a Vedast e Nell che tutto era cominciato come uno scherzo: Dawn credeva che avrebbe incontrato Vedast, il quale la voleva vestita di rosso e invece, al posto di Zeno, si era trovata faccia a faccia col povero Dunstand che vedendola col vestito della moglie aveva perso la testa e l'aveva uccisa. Queste ammissioni aprono gli occhi di Godfrey Tate che, schifato dalla vicenda, pianta in asso la moglie e l'amico, non assassini materiali, ma istigatori morali del delitto. L'ispettore dice ai due che dovranno solo testimoniare, ma poiché anche Vedast vuole mollare Nell Tate, lei aggredisce l'uomo e ne scaturisce una zuffa sanguinosa. Sperando in cuor loro che i due si facciano molto male, Wexford e Burden lasciano l'albergo.

## Personaggi
- Reginald Wexford, ispettore capo della polizia di Kingsmarkham.
- Michael Burden, ispettore della polizia di Kingsmarkham.
- Martin, sergente della polizia di Kingsmarkham.
- dottor Crocker, medico che svolge anche funzioni di medico legale.
- Martin Silk, ricco proprietario di Sundays e scopritore di talenti.
- Zeno Vedast, cantante pop di fama.
- Nell Tate, e Godfrey Tate, coniugi, accompagnatori fissi di Vedast.
- Louis Mbowele, studente di filosofia proveniente da un piccolo Stato africano.
- Dawn Stoner, la vittima.
- Signora Stoner, madre di Dawn.
- Signora Peckham, nonna materna di Dawn.
- Joan Miall, compagna di alloggio di Dawn a Londra.
- Paul Wickford, fidanzato di Dawn.
- Harold Goodbody, compagno di scuola e amico di Dawn.
- Edward Peveril, Margaret Peveril, Lorna Clarke, Leonard Dunsand, signorina Mowler, abitanti le case prospicienti alla Cava in fondo al parco di Sundays.

## Opere derivate
Il romanzo è stato adattato per la serie televisiva Ruth Rendell Mysteries, quarta stagione, in tre episodi andati in onda il 30 settembre, il 7 e il 14 ottobre 1990.

## Edizioni
- Ruth Rendell, Chi muore e chi mente, traduzione di Marcella Dallatorre, collana Il Giallo Mondadori n. 1955, Milano 1986
- Ruth Rendell, Elementare, Wexford, introduzione di Rosaria Guacci, Omnibus gialli, Mondadori, Milano 1993 (contiene: Chi muore e chi mente; Addio per sempre; A Sleeping Life)